# 嘉瀬村 (青森県)
嘉瀬村（かせむら）は、かつて青森県にあった村。

## 沿革
- 1889年（明治22年）4月1日 - 町村制施行により北津軽郡嘉瀬村、中柏木村、毘沙門村、長富村が合併し、嘉瀬村が発足。
- 1955年（昭和30年）3月1日 - 村域を二分割し、大字中柏木・嘉瀬・長富は北津軽郡金木町・喜良市村と合併し金木町を新設し、大字毘沙門は五所川原市に編入され消滅。

## 経済

### 産業
農業
『大日本篤農家名鑑』によれば嘉瀬村の篤農家は、「工藤保次郎、山口徳太郎、山中清太、山中勝太郎」などである。

## 施設など
- 嘉瀬小学校
- 嘉瀬中学校

## 出身人物
- 吉幾三（歌手）